# Sverige i paralympiska vinterspelen 2006
Sverige deltog i Paralympiska vinterspelen 2006 i Turin med 19 tävlande i hopp om att ta minst en medalj, ett mål de också uppnådde med hjälp av bronsmedaljen som Lag Jungnell tog. Det blev Sveriges sämsta paralympiska vinterspel genom tiderna.

## Medaljer
|         | Guld | Silver | Brons | Totalt |
| ------- | ---- | ------ | ----- | ------ |
| SVERIGE | 0    | 0      | 1     | 1      |

### Brons
Rullstolscurling
Lag Jungnell, 17 mars 2006

## Sverigestrupp tillparalympiska vinterspelen 2006
Alpin utförsåkning
Ronny Persson - skadad och kom inte till start
Kälkhockey
Amanda Ahrnbom, Aron Anderson, Magnus Carlsson, Jan Edbom, Marcus Holm, Kenth Jonsson, Göran Karlsson, Jens Kask (lagkapten), Rasmus Lundgren, Peter Melander, Leif Norgren, Frank Pedersen
Rullstolscurling
Lag Jungnell: Jalle Jungnell, Glenn Ikonen, Bernt Sjöberg, Anette Wilhelm, Rolf Johansson
Längdskidåkning/Skidskytte
Stina Sellin